# 牧原巧汰
牧原 巧汰（まきはら こうた、2002年7月13日 - ）は、神奈川県相模原市出身のプロ野球選手（捕手）。右投左打。福岡ソフトバンクホークス所属。

## 経歴

### プロ入り前
小学1年生から「ひのきビートルズ」で軟式野球を始め、相模原市立鵜野森中学校では「座間ボーイズ」に所属し、3年生で遊撃手から捕手に転向する。
高校は藤沢市の日本大学藤沢高等学校に進学。1年生の夏からベンチ入りを果たす。甲子園出場経験は無く、2年生の夏の第101回全国高等学校野球選手権神奈川大会おいて、決勝戦に進出するも東海大学付属相模高校に1対24で敗れた。高校通算27本塁打。高校の1年後輩に柳澤大空がいる。
2020年10月26日に行われたプロ野球ドラフト会議にて、福岡ソフトバンクホークスから3位指名を受け、11月25日、契約金5000万円、年俸550万円（金額は推定）で契約合意に達し、12月10日に入団発表会見が行われた。背番号は22。同じ球団に牧原大成が在籍している関係上、スコアボード上と報道上の表記は「牧原巧」となっている。

### ソフトバンク時代
2021年は、主に三軍での出場となり、三軍戦56試合に出場して打率.170、2本塁打、12打点、二軍（ウエスタン・リーグ）では6試合に出場して打率.125、0本塁打、1打点という成績だった。
2022年、二軍公式戦に22試合出場し、打率.196、11打点、三軍戦では48試合に出場し、打率.313、2本塁打、15打点を記録する。
2023年は、二軍公式戦では5試合の出場に留まり、打率も.143と低迷した。三軍・四軍戦では、113試合に出場し、打率.247、11本塁打、5盗塁、46打点の成績を残す。11月8日、現状維持の年俸550万円(金額は推定)で契約更改した。
11月25日から4年振りに台湾で開催された2023アジアウインターベースボールリーグのNPB RED選抜に選出され、11試合に出場し、打率.138、2打点を記録する。
2024年は二軍では自己最多の27試合に出場しながらも、打率.240、2打点と目立った成績を残せなかった。

## 詳細情報

### 背番号
- 22（2021年[7] - ）

### 代表歴
- 2023アジアウインターベースボールリーグ：NPB RED選抜[15]